# Municipio de Kaspichan
El municipio de Kaspichan (búlgaro: Община Каспичан) es un municipio búlgaro perteneciente a la provincia de Shumen.
En 2011 tiene 7976 habitantes, el 61,87% búlgaros, el 13,45% turcos y el 11,6% gitanos. La capital es Kaspichan, donde viven dos quintas partes de la población municipal.
Se ubica en el este de la provincia. Por su término municipal pasa la carretera A2, que une Shumen con Varna.

## Localidades
| Localidad          | Cirílico    | Población (diciembre de 2009) |
| ------------------ | ----------- | ----------------------------- |
| Kaspichan (ciudad) | Каспичан    | 3260                          |
| Kaspichan (pueblo) | Каспичан    | 1602                          |
| Kosovo             | Косово      | 387                           |
| Kyulevcha          | Кюлевча     | 496                           |
| Markovo            | Марково     | 792                           |
| Mogila             | Могила      | 408                           |
| Pliska             | Плиска      | 1051                          |
| Varbyane           | Върбяне     | 288                           |
| Zlatna niva        | Златна нива | 587                           |
| Total              |             | 8871                          |